# نورمن کوروین
نورمن کوروین (انگلیسی: Norman Corwin؛ ۳ مهٔ ۱۹۱۰ – ۱۸ اکتبر ۲۰۱۱ (۱۰۱ سال)) یک فیلم‌نامه‌نویس، و تهیه‌کننده اهل ایالات متحده آمریکا بود.